# Tomaž Razingar
Tomaž Razingar (ur. 25 kwietnia 1979 w Jesenicach) – słoweński hokeista, reprezentant Słowenii, olimpijczyk.

## Kariera
- Acroni Jesenice (1995-1998)
- Newmarket Hurricanes (1998-1999)
- Acroni Jesenice (1999)
- Peoria Rivermen (1999-2001)
  -  Worcester IceCats (2000)
- Acroni Jesenice (2001-2003)
- VHK Vsetín (2003)
- HC Pardubice (2003-2004, 2005)
  -  HC Hradec Králové (2003-2004)
- Acroni Jesenice (2004-2007)
  -  HC Oceláři Trzyniec (2006)
  -  HD Jesenice Mladi (2007)
- HC Innsbruck (2007-2008)
- Acroni Jesenice (2008-2010)
- HC Pustertal–Val Pusteria (2010)
- EC VSV (2010-2012)
- HD Jesenice Mladi (2012)
- Ravensburg Towerstars (2012-2013)
- Team Jesenice (2013)
- IF Troja-Ljungby (2013-2014)
- HK Dukla Trenczyn (2014-2015)

Wychowanek Acroni Jesenice. W wieku juniorskim występował w kanadyjskich rozgrywkach OJHL, następnie w amerykańskich ligach ECHL i AHL. Po powrocie do Europy grał w Czechach, Austrii, Włoszech. Od grudnia 2013 zawodnik IF Troja-Ljungby w lidze szwedzkiej Allsvenskan. Od grudnia 2014 zawodnik Dukli Trenczyn. Po sezonie 2014/2015 zakończył karierę.
Uczestniczył w turniejach mistrzostw świata w 1999 (Grupa B), 2002, 2003, 2005, 2006 (Elita), 2007 (Dywizja I), 2008 (Elita), 2009, 2010 (Dywizja I), 2011 (Elita), 2012 (Dywizja I), 2013 (Elita), 2014 (Dywizja I), 2015 (Elita) oraz zimowych igrzysk olimpijskich 2014. Od 2009 kapitan reprezentacji. Podczas ceremonii otwarcia ZIO 2014 w Soczi był chorążym ekipy narodowej). 15 lutego 2014 na turnieju zdobył zwycięskiego gola w pierwszym, historycznym wygranym meczu Słowenii na igrzyskach (ze Słowacją 3:1).
Został rekordzistą w liczbie występów w kadrze Słowenii (ponad 180 spotkań).

## Sukcesy
Reprezentacyjne

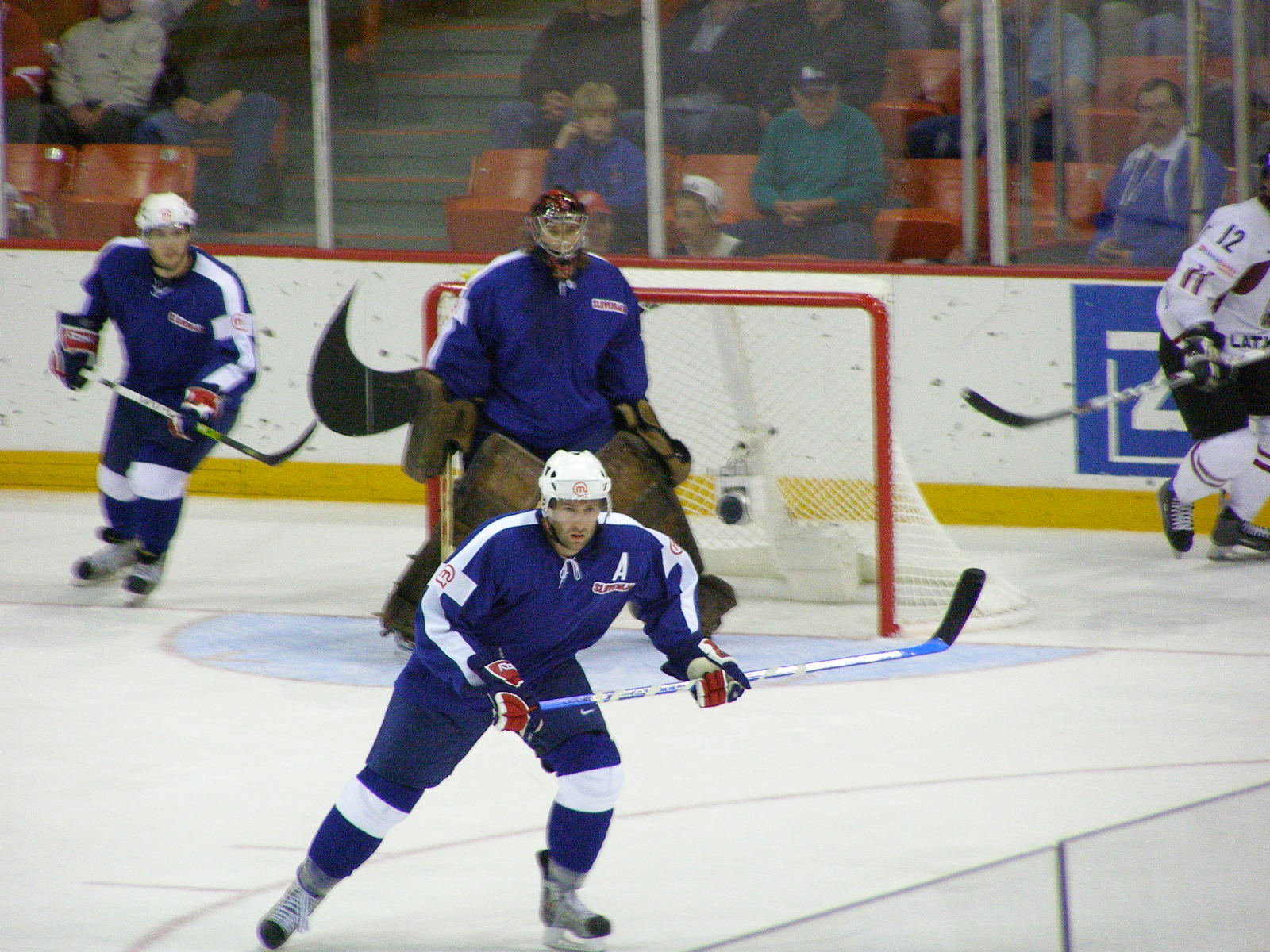
Tomaž Razingar (na pierwszym planie) w barwach Słowenii (2008)

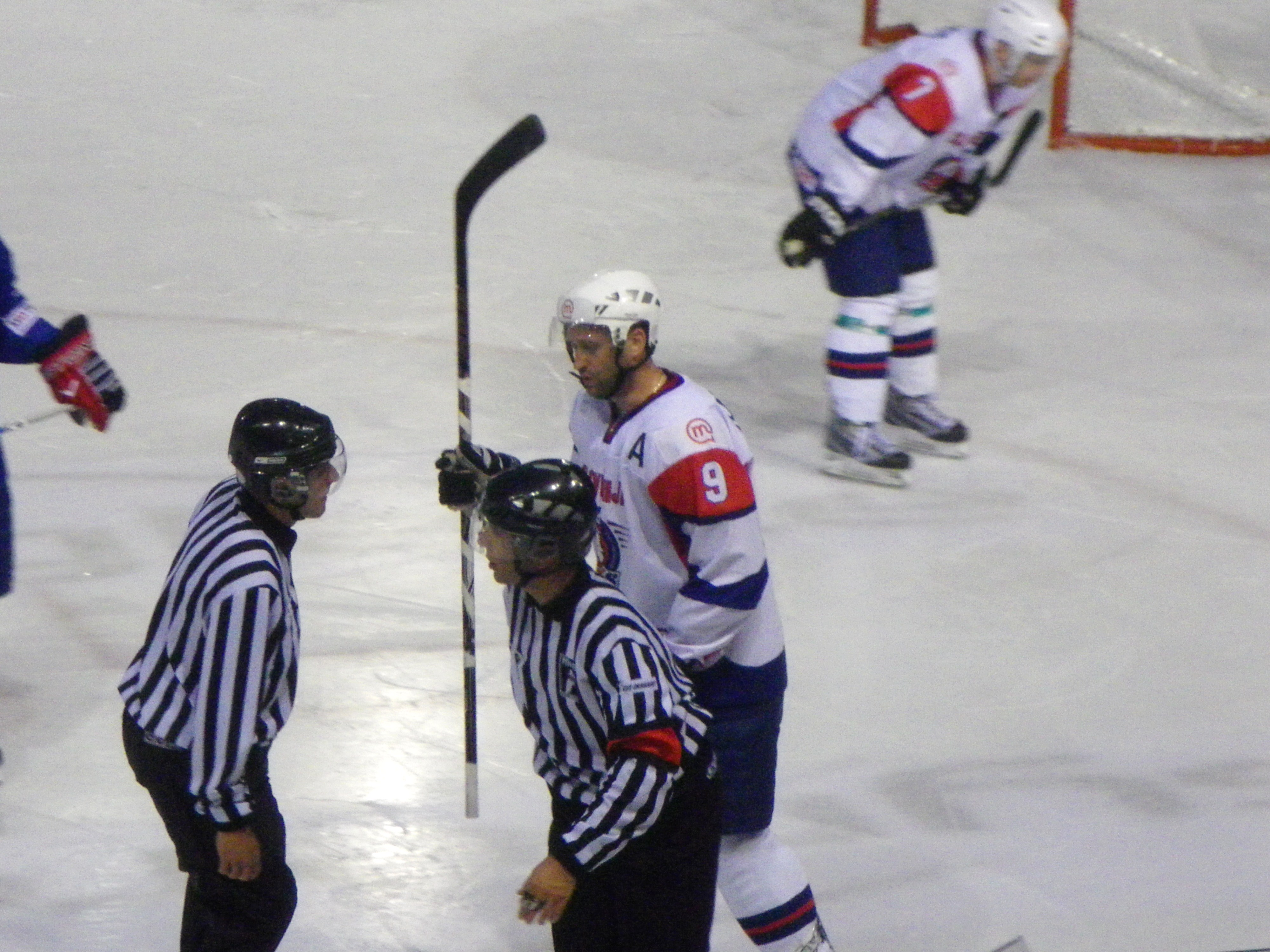
Tomaž Razingar (obok sędziów) w barwach Słowenii (2011)

- Awans do Elity mistrzostw świata: 2004, 2007, 2010, 2012, 2014

Klubowe
- Kelly Cup - mistrzostwo ECHL: 2000 z Peoria Rivermen
- Złoty medal mistrzostw Słowenii: 2005, 2006, 2009, 2010 z Jesenicami
- Srebrny medal mistrzostw Słowenii: 1996, 1997, 1998, 2002, 2003 z Jesenicami
- Mistrzostwo Interligi: 2005, 2006 z Jesenicami

Indywidualne
- Mistrzostwa Europy juniorów do lat 18 w hokeju na lodzie 1996#Grupa C:
  - Pierwsze miejsce w klasyfikacji strzelców turnieju: 9 goli
  - Drugie miejsce w klasyfikacji kanadyjskiej turnieju: 11 punktów
  - Najlepszy napastnik turnieju[7]
- Liga słoweńska 2002/2003:
  - Pierwsze miejsce w klasyfikacji strzelców w sezonie zasadniczym: 27 goli
  - Pierwsze miejsce w klasyfikacji asystentów w sezonie zasadniczym: 27 asyst
  - Pierwsze miejsce w klasyfikacji kanadyjskiej w sezonie zasadniczym: 54 punkty
- Interliga (2004/2005):
  - Pierwsze miejsce w klasyfikacji kanadyjskiej: 42 punkty
  - Najbardziej Wartościowy Zawodnik (MVP)
- Mistrzostwa Świata w Hokeju na Lodzie 2006:
  - Pierwsze miejsce w klasyfikacji asystentów w ramach reprezentacji Słowenii w turnieju: 6 asyst[8]
- Mistrzostwa Świata w Hokeju na Lodzie 2007/I Dywizja:
  - Pierwsze miejsce w klasyfikacji strzelców turnieju: 6 punktów[9]
  - Drugie miejsce w klasyfikacji kanadyjskiej turnieju: 10 punktów[10]
  - Pierwsze miejsce w klasyfikacji +/- turnieju: +9[11]
- Mistrzostwa Świata w Hokeju na Lodzie 2009/I Dywizja:
  - Czwarte miejsce w klasyfikacji kanadyjskiej turnieju: 9 punktów[12]
- Mistrzostwa Świata w Hokeju na Lodzie 2010/I Dywizja:
  - Trzecie miejsce w klasyfikacji +/- turnieju: +7[13]
- Mistrzostwa Świata w Hokeju na Lodzie 2011/Elita:
  - Jeden z trzech najlepszych zawodników reprezentacji na turnieju[14]